# Val da Stugl

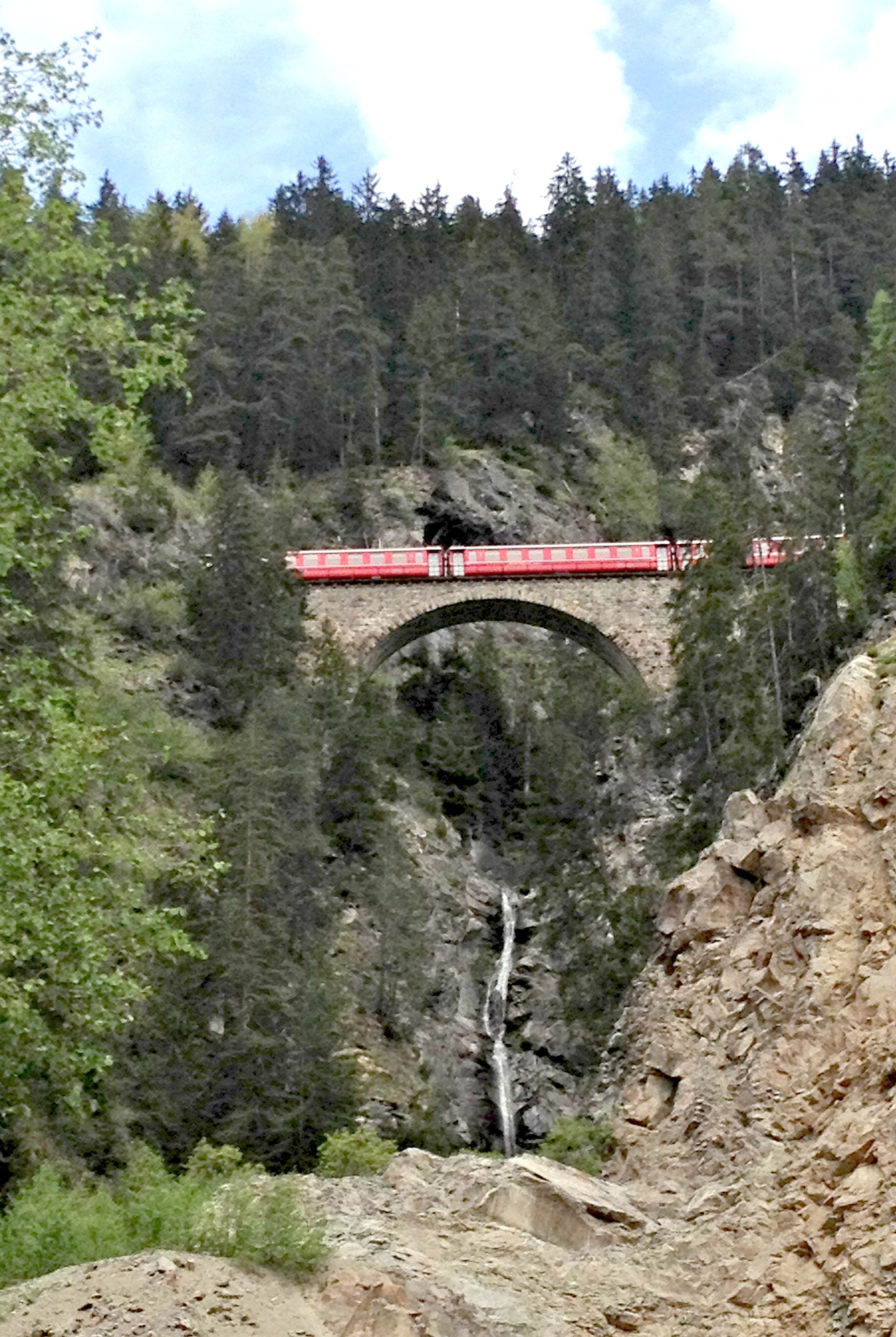
Unterster Teil des Tales, kurz vor der Einmündung des Baches in die Albula

Das Val da Stugl ⓘ (deutsch früher Stulserthal) ist ein rund neun Kilometer langes unbewohntes Tal in der Region Albula im zentralen Teil des Kantons Graubünden. Das Seitental des Albulatals mündet unmittelbar oberhalb von Bellaluna, unterhalb von Bergün/Bravuogn, in die Albula und besitzt ausgedehnte Alpweiden. Durchflossen wird das Tal vom rund zehn Kilometer langen Wildbach Ava da Stugl (deutsch: Stulserbach).
Der untere Teil des Tales wird durch eine Strasse erschlossen, welche zum Dorf Stuls (Stugl) und weiter zum früheren Maiensäss Runsolas auf ca. 1800 m ü. M. führt. Danach folgt dem Bach ein unbefestigter Fahrweg, der bei der im mittleren Talabschnitt gelegenen Alp da Stugl (Stulseralp) (2040 m ü. M.) in einen Wanderweg übergeht. Hier zweigt eine Route zum Stulsergrat ab, die nach Davos Monstein und aufs Büelenhorn (2808 m ü. M.) führt. Der Wanderweg folgt dem Bach bis zu einer markanten Seitenmoräne unterhalb des Gipshorns (2813 m ü. M.). Ab hier steigt der Weg steil an und verläuft am nördlichen Talhang entlang zum Pass Ducanfurgga (2664 m ü. M.), der via Ducantal ins Sertig führt.
Koordinaten: 46° 40′ N, 9° 44′ O; CH1903: 776212 / 170148